# Itajuípe (kommun)
Itajuípe är en kommun i Brasilien.   Den ligger i delstaten Bahia, i den östra delen av landet, 900 km öster om huvudstaden Brasília. Antalet invånare är 21 094.
Följande samhällen finns i Itajuípe:
- Itajuípe

I omgivningarna runt Itajuípe växer i huvudsak städsegrön lövskog. Runt Itajuípe är det tätbefolkat, med 343 invånare per kvadratkilometer.